# Nazionale maschile di pallacanestro dell'Uganda
La nazionale di pallacanestro dell'Uganda è la rappresentativa cestistica dell'Uganda ed è posta sotto l'egida della Federazione cestistica dell'Uganda.

## Piazzamenti

### Campionati africani
- 2015 - 15°
- 2017 - 13°
- 2021 - 6°

## Formazioni

### Campionati africani
Campionato africano maschile di pallacanestro 20154 Ocitti, 5 Enabu, 7 Ikong, 8 Johnson, 9 Mukooza, 10 Nagwere, 11 Kalwanyi, 12 Omwony, 13 Marial, 14 Malinga, 15 Sebirumbi,        All. Mandy Juruni
Campionato africano maschile di pallacanestro 20174 Kiviiri, 5 Enabu, 6 Opong, 7 Okello, 8 Komakech, 9 Egau, 10 Otim, 11 Kalwanyi, 12 Omony, 13 Pegues, 14 Ikong, 15 Ocitti,        All. George Galanopoulos
Campionato africano maschile di pallacanestro 20212 Seiko, 4 Drileba, 5 Enabu, 6 Opong, 7 Zziwa, 8 Komakech, 9 Geu, 10 Okello, 11 Odeke, 12 Rwahwire, 13 Wainright, 15 Kaluma,        All. George Galanopoulos

## Nazionali giovanili
- Nazionale Under-18
- Nazionale Under-16